# Adrast (fill de Tàlau)
Segons la mitologia grega, Adrast (en grec antic: Ἂδραστος) va ser un rei d'Argos fill de Tàlau i de Lisímaca.
Pretos va repartir el regne d'Argos entre ell i els dos fills d'Amitàon, Biant i Melamp. Tres famílies regnaven simultàniament al territori. Aviat es van produir discòrdies entre ells, i en un aldarull, Melamp va matar el pare d'Adrast, Tàlau. Amitàon era descentent de Biant (o bé de Prònax, un dels fills de Tàlau). Adrast va fugir a Sició al palau del seu avi matern, el rei Pòlib. Aquest va morir sense descendència i deixà a Adrast el tron de Sició. Adrast intentà reconciliar-se amb Amfiarau i va tornar al tron d'Argos. Adrast, però, no va perdonar mai al seu cosí la mort del seu pare. El va casar amb la seva germana Erifile, i acordà, que en cas de desavinences entre ells, se sotmetrien a l'arbitratge de la noia. Això ho va fer perquè pensava que algun dia podria servir-li per a la seva venjança.
En aquell moment, Polinices, fill d'Èdip, va ser expulsat de Tebes pel seu germà Etèocles. Al mateix temps, Eneu, rei de Calidó, va desterrar al seu fill Tideu per un homicidi. Una nit de tempesta, els dos herois van fer cap junts al palau d'Adrast per demanar asil, i al pati es va produir una disputa entre ells. Amb l'enrenou, Adrast es va despertar i els va introduir al palau. Coneguda la seva petició, va purificar Tideu del crim que havia comès i pel qual el van exiliar. Després, en veure que els dos herois s'havien barallat "com un lleó i un senglar" (o bé perquè als seus escuts hi havia un lleó i un senglar), va recordar un oracle que li havia predit que casaria les seves filles amb un lleó i un senglar. Argia, la seva filla gran, es va casar amb Polinices, i Deípile, la menor, amb Tideu. Els va prometre als nois que els faria retornar a les seves respectives pàtries i els restituiria els drets. D'aquesta manera començà l'expedició dels Set Cabdills contra Tebes.
A la campanya hi van participar els descendents de Biant i de Melamp, i també el de Pretos, les tres cases que regnaven a l'Argòlida. Segons algunes llegendes tardanes, també hi van participar contingents arcadis i messenis, és a dir, de la resta del Peloponnès, a excepció de Micenes, ja que els Atrides Agamèmnon i Menelau van preveure un final desastrós per aquella guerra. Els set cabdills, que estaven sota el comandament d'Adrast, eren: Amfiarau, Capaneu, Hipomedont, el nebot d'Adrast, Partenopeu, (que alguns consideren germà seu), Tideu i Polinices.
Els herois es van aturar pel camí a Nèmea, on van celebrar uns Jocs Fúnebres en honor d'Arquèmor, mort per una serp davant dels seus ulls. Aquest va ser l'origen dels Jocs Nemeus. Vora el riu Ismenos, prop de Tebes, van aconseguir una primera victòria contra els tebans, i els van empènyer fins que es van refugiar darrere les muralles de la ciutat. Però quan els argius es van llençar a l'atac, van ser aniquilats i només se salvà Adrast, que va poder fugir cavalcant el cavall Aríon, famós per la seva crinera negra. I a partir d'aquí hi ha diverses versions. Hi ha qui diu que Adrast, orador hàbil, va aconseguir que els tebans li donessin els cossos de les víctimes, o, i aquesta és la versió més coneguda, va fugir al galop fins a Atenes per posar-se sota la protecció de Teseu. Sembla que Teseu atacà Tebes, s'apoderà dels cossos de les víctimes i els portà a Eleusis a enterrar.
Sense desanimar-se pel fracàs, deu anys després hi tornà amb l'expedició dels fills dels caiguts, els epígons, amb un exèrcit menys nombrós però amb presagis al seu favor. Van prendre Tebes i van restablir en el tron Tersandre, fill de Polinices. Però en el combat va morir el fill d'Adrast, Egialeu, a mans de Laodamant, el fill d'Etèocles. Adrast el seguí al cap de poc pel dolor de la seua pèrdua, a la ciutat de Mègara. també es diu que es va llençar al foc obeint un oracle d'Apol·lo.
Del seu matrimoni amb Amfítea, va tenir un fill, Egialeu, i quatre filles, Hipodamia, Egialea, casada amb Diomedes, Argia i Deípile.